# 역사학도 (누리꾼)
역사학도(歷史學徒, ?년 ~ )는 2000년대~2010년대 한국의 포털 사이트 다음, 네이버, 엠파스 등에서 활동하던 대한민국의 인터넷 논객이다. 본명은 김대령이며, 직업은 목사다. 5.18 민주화운동을 왜곡하고 폄하하는 글로 5.18민주화운동 관련단체로부터 고소되었지만 미국 페사디나에 있어 기소중지상태에 있다.
성향은 우익 반공주의적 성향이며, 5·18 광주 민주화 운동에 관련된 반론을 제기하여 유명해졌다. 여러 카페와 블로그를 운영하였고, 현재 다음넷에 '역사학도의 시사토론 글방', '광주사태 진실탐구' 등의 카페를 운영하고 있다. 샤론의 필객이라는 필명도 쓰고 있다.

## 일지
역사학도는 1990년대 말기부터 한국의 인터넷 포털인 다음, 파란, 엠파스 등에서 활동했다. 2000년경부터 5·18 광주 민주화 운동을 비판하던 중 2002년 다른 필명으로 효순 미선 사건을 비판하다가 일부 네티즌들의 공격을 받으면서 필명을 바꾸었다.
- 2007년 8월, 영화 화려한 휴가에 대한 평가에서 '폭도들이 탈레반처럼 총기 무장하면 민주화 운동이라는 논리는 도대체 어느 나라 논리냐고' 비판한 것이 한겨레 신문 2007년 8월 2일 신문기사에 보도되면서 알려졌다.[2]

- 2007년 가을 화려한 휴가 공식 카페 회원들이 5·18 광주 민주화 운동을 비판해오던 그의 카페를 공격했다.

- 2007년 8월 31일자 오마이뉴스 기사에는 '전두환 전 대통령이시라면 능히 그러실 어른이십니다. 그 어른은 사단장 시절 낙오된 사병들의 군장을 자기가 대신 지고 구보하시던 유일한 장성이셨으며, 국가의 미래를 위해 자기를 희생하시고 백담사에 가셨던 지도자이십니다'라는 내용의, 그가 다른 네티즌과 대화하는 내용이 올려지기도 했다.[3]

- 2008년 5월 14일 노컷뉴스에는 시민군이 옛 전남도청에 계엄군과 죽음을 불사할 일전을 앞두고 폭탄을 설치했다가 광주시민 보호를 위해 폭약을 유출한 것과 관련해 조총련계 한민통이 설치할 가능성이 있다고 주장했다고 보도되었다.[4]

- 2008년 5월, 광주 민주화 운동 관련단체는 전사모(전두환 전 대통령을 사랑하는 모임), 지만원, 역사학도 등을 명예훼손 혐의로 고소하였다.[5][6][7] 5∙18 관련 단체에서는 고소장을 통해, 전사모와 역사학도의 시사토론 글방 등 3곳의 인터넷 사이트와 지만원 씨가 5·18민주화운동을 광주사태라고 지칭하고 있다며, 더욱이 5·18 당시 북조선이 인민군 간첩을 보내 시위를 조장했다는 등의 각종 허위 사실을 유포해 광주민중항쟁의 역사적 의미와 관계자들의 명예를 훼손했다고 주장하였다.[5][6][7][8]

- 2008년 6월, 5∙18 관련 단체에서는 지만원, 전사모와 역사학도가 운영 중인 웹사이트들을 대한민국 검찰에 수사의뢰를 하기도 했다.[7][9][8]

- 2008년 8월 ~ 11월, 다음넷의 80518 카페의 회원들과 논쟁을 벌이기도 했다.

- 그밖에 공학자이며 시스템클럽의 대표 지만원, 대한민국 11~12대 대통령 전두환의 팬클럽인 전사모, 대학교수 이주천, 언론인 김동문 등이 유사한 주장을 하고 있다.

- 2009년 1월, 광주광역시의 지역 언론 광주드림에 다시 5∙18 광주 민주화 운동을 왜곡한다는 이유로 그의 카페가 보도되기도 했다.[10]

## 논란
- 2008년 5월 5.18 관련단체들은 그와 지만원, 전사모 등에 대한 법적 대응절차를 거쳐[11]고소한 바 있다.[12][13] 기타 시스템클럽의 논객도 이와 유사한 주장을 하고 있다.[14]

- 2009년 1월 언론 보도에 의하면 그와 지만원, 전사모 등의 주장이 왜곡이라는 반론도 제기되고 있다.[15]

## 같이 보기
| - 5·18 광주 민주화 운동 - 북한 인민군 - 표현의 자유 - 사상의 자유 - 전사모 - 지만원 - 이주천 - 이종윤 - 김동문 - 조갑제 - 반공주의 | - 김동길 - 최지룡 - 전원책 - 성재기 - 선우휘 - 윤서인 - 미네르바 (누리꾼) |